# Oneirodes flagellifer
Oneirodes flagellifer är en fiskart som först beskrevs av Regan och Ethelwynn Trewavas 1932.  Oneirodes flagellifer ingår i släktet Oneirodes och familjen Oneirodidae. Inga underarter finns listade i Catalogue of Life.